# Теорема о модулярности
Теоре́ма о модуля́рности — математическая теорема, устанавливающая важное соотношение между эллиптическими кривыми над полем рациональных чисел и модулярными формами, являющимися определёнными аналитическими функциями комплексного переменного. В 1995 году Эндрю Уайлс, не без помощи Ричарда Тейлора, доказал данную теорему для всех полустабильных эллиптических кривых над полем рациональных чисел. Доказательство остальных (неполустабильных) случаев теоремы явилось результатом работ Кристо́фа Брёйля, Брайана Конрада, Фреда Даймонда и Ричарда Тейлора. До 2001 года (полное доказательство было получено в 1999 году) теорема называлась гипотезой Таниямы — Шимуры — Вейля (или гипотезой Таниямы — Симуры — Вейля).
Теорема о модулярности входит в программу Ленглендса, которая, в частности, направлена на поиск взаимосвязи автоморфных форм или автоморфных представлений (удобное обобщение модулярной формы) с более общими объектами алгебраической геометрии, такими как эллиптические кривые над полем алгебраических чисел. Большинство гипотез в рамках данной программы пока не доказано.

## Формулировка
Если {\displaystyle p} — простое число, а {\displaystyle E} — эллиптическая кривая над {\displaystyle \mathbb {Q} } (полем рациональных чисел), то можно упростить уравнение, определив {\displaystyle E} по модулю {\displaystyle p}; для любого конечного множества значений {\displaystyle p} можно получить эллиптическую кривую над конечным полем {\displaystyle F_{p}} из {\displaystyle n_{p}} элементов. Введём последовательность {\displaystyle a_{p}=n_{p}-p}, являющуюся важным инвариантом эллиптической кривой {\displaystyle E}. Любая модулярная форма также даёт нам последовательность чисел (с помощью преобразования Фурье). Эллиптическая кривая, последовательность которой совпадает с такой же из модулярной формы, называется модуляром.
Теорема о модулярности утверждает, что все эллиптические кривые над {\displaystyle \mathbb {Q} } являются модулярами.

## История
Это утверждение впервые было высказано в виде гипотезы Ютакой Таниямой в сентябре 1955 года. Вместе с Горо Шимурой он немного уточнил формулировку в 1957 году, но не смог продолжить работу из-за психологических проблем.
В 1960-х годах гипотезу внесли в программу Ленглендса по унификации математических гипотез. О гипотезе в 1970-е вспомнил и начал её активное изучение француз Андре Вейль, поэтому эту гипотезу часто называют гипотезой Таниямы — Шимуры — Вейля.
Гипотезой широко заинтересовались только когда в 1985 году Герхард Фрай предположил, что гипотеза Таниямы — Шимуры (тогда она так называлась) является обобщением Великой теоремы Ферма, потому как любой контрпример к Великой теореме Ферма приводил в итоге к немодулярной эллиптической кривой. В 1986 году Кен Рибет доказал это предположение. В 1995 году Эндрю Уайлс и Ричард Тейлор доказали особый случай теоремы Таниямы — Шимуры (случай полустабильных эллиптических кривых), которого было достаточно для доказательства Великой теоремы Ферма.
Полностью теорема о модулярности была доказана в 1999 году в результате трудов Кристо́фа Брёйля, Брайана Конрада, Фреда Даймонда и Ричарда Тейлора, которые, основываясь на работе Уайлса, доказали остальные (неполустабильные) случаи.
Из теоремы о модулярности следуют и другие теоремы теории чисел, похожие на Великую теорему Ферма. Например, «куб числа не может быть записан в виде суммы двух взаимно простых чисел, являющихся {\displaystyle n}-ной степенью натурального числа, если {\displaystyle n\geqslant 3}».
В марте 1996 года Уайлс получил премию Вольфа вместе с Робертом Ленглендсом. Несмотря на то, что ни один из них полностью не доказал теорему, было заявлено, что они внесли существенный вклад, значительно облегчивший дальнейшее доказательство.